# 螺髻山
螺髻山（luó jì shān，ㄌㄨㄛˊ ㄐㄧˋ ㄕㄢˉ ）是四川省西南部的一座高山。北起于西昌邛海之南，沿普格、德昌县交界南下，接宁南、会理两县交接的鲁南山，长50余公里。主要岭峰由北至南有：摆摆顶山4182米，螺髻山4358米 (在北)，螺 髻山3816米（在南），大火山3959米。
2023年10月，中国自然资源部公布四姑娘山高程数据为4354.2米。
山地岩层主要为震旦系砂岩、砾岩、灰岩、凝灰质砂岩、澄江砂岩和煤系地层。山上有大片原始森林植被，生态完好。有典型冰川遗迹；有攀枝花、苏铁、西康玉兰、棕背杜鹃等珍稀植物和宝珠茶花、兰、蕙等稀世珍种观赏植物，生活着羚羊、獐、小熊猫、豹 等60余种哺乳类动物和红脚红嘴贝母鸡、雉 等252种鸟类及羌活鱼等29种两栖类爬行动物；有香菇、木耳、松茸等食用蕈类；有虫草、贝母、杜仲、党参等中药材；有金、银、铜、铅、白云石等矿藏。是资源丰富，具有科研、旅游价值的山区，已被列为四川省风景保护区。

## 名称由来
螺髻山景观以博大雄奇见长，其主峰也俄额喻峰海拔4359米，形如一青螺，又似螺形发髻，故名螺髻山。

## 主要景区
螺髻山1986年被四川省人民政府列为第一批省级风景旅游区，景区面积为1083平方公里。